# T20
Il Medium Tank T20 era parte di una famiglia di carri armati medi progettati negli Stati Uniti durante la seconda guerra mondiale come successori del carro M4 Sherman, serie culminata nel M27.

## Storia
L'US Ordnance Department, quasi immediatamente dopo l'accettazione in servizio del M4 Sherman, iniziò a lavorare su un suo successore. Il dipartimento, che aveva già lavorato sul progetto di un carro armato per fanteria pesante per gli inglesi utilizzando componenti dello Sherman, lanciò il progetto il 25 maggio 1942, designato originariamente M4X. L'US Ordnance Department sviluppò tre serie successivi di prototipi via via migliorati, denominati T20, T22 e T23. Le principali differenze tra le tre versioni risiedevano nel sistema di trasmissione: il T20 montava una trasmissione fluidodinamica con convertitore di coppia, il T22 un cambio meccanico a 5 velocità simile a quello del M4 ed il T23 una trasmissione elettrica. Tutte queste soluzioni spostavano la trasmissione sul retro dello scafo, eliminando la necessità di un albero di trasmissione per tutta la lunghezza del mezzo, che sui carri M3 ed M4 costringevano ad installare la torretta più in alto, a discapito della sagoma e dell'occultabilità del carro.
All'interno di ognuna delle tre serie di prototipi, vennero testate una varietà di differenti sospensioni e configurazioni di armamento; per esempio, il T20 sfruttava una delle prime versioni della Horizontal Volute Spring Suspension (HVSS), poi impiegata sullo Sherman M4A3, mentre la versione T20E3 montava barre di torsioni.

## Serie T20

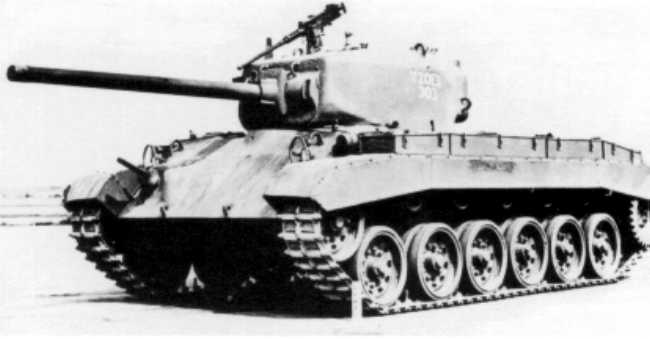
Il T20E3, sul quale la HVSS fu sostituita da barre di torsione.

- T20: motorizzata con un Ford GAN V8 con trasmissione fluidodinamica e convertitore di coppia. Equipaggiata con sospensioni elicoidali orizzontali e 76 mm M1.
- T20E1: cannone automatico da 75 mm e sospensioni elicoidali orizzontali. Questa versione fu cancellata e la torretta venne riutilizzata sul T22E1.
- T20E2: cannone da 76 mm M1 e sospensioni a barre di torsione. Completata come T20E3.
- T20E3: cannone da 76 mm M1 e sospensioni a barre di torsione.

Di queste versioni solo la T20 e la T20E3 vennero completate, quest'ultima ottenuta per conversione del prototipo T20E2. In generale la serie T20 non ebbe successo sui vari terreni a causa della trasmissione soggetta a perdite d'olio ed a surriscaldamento.

## Serie T22
Serie motorizzata con un Ford GAN V8 accoppiato ad una trasmissione meccanica mutuata dal M4.
- T22: cannone da 76 mm M1 e sospensioni elicoidali orizzontali.
- T22E1: cannone automatico da 75 mm e sospensioni elicoidali orizzontali.
- T22E2: cannone da 76 mm e sospensioni elicoidali orizzontali. Mai realizzato.

Venne costruito un solo T22. Il T22E1 era un T22 scuola guida riequipaggiato con una torretta realizzata in origine per il T20E1. Il cambio dell'M4 Sherman modificata per la trasmissione posteriore si rivelò problematico, tanto da portare alla cancellazione della serie. Il cannone automatico da 75 mm venne testato su questa serie e dimostrò una cadenza di tiro di 20 colpi al minuto, ma venne comunque abbandonato nel dicembre 1944 a causa della scarsa affidabilità e della priorità assegnata alla produzione di pezzi di maggior calibro.

## Serie T23

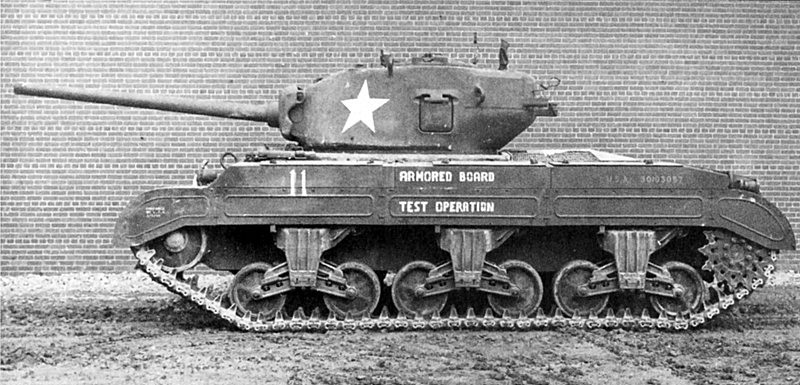
Il T23, con sospensioni elicoidali verticali.

Serie propulsa da un motore Ford GAN V8 con trasmissione elettrica.
- T23: cannone da 76 mm e sospensioni elicoidali verticali.
- T23E3: cannone da 76 mm e sospensioni a barre di torsione.

Come il T20 ed il T22, la versione T23 con cannone automatico da 75 mm e da 76 mm venne pianificata ma mai costruita. La serie T23 fu la prima serie ad essere completata e si dimostrò altamente manovrabile. Il progetto venne destinato ad una "produzione limitata" nel maggio 1943 e vennero ordinati 250 esemplari, anche se i mezzi non furono mai adottati ufficialmente o assegnati alle unità di prima linea. I modelli di serie ricevettero la torretta T80, usata poi in forma modificata sulle varianti potenziate dell'M4 Sherman. Il T23 non entrò in servizio in parte a causa della sua trasmissione poco sperimentata ed in parte a causa di difetti progettuali nella distribuzione dei pesi e nell'eccessiva pressione specifica sul terreno. Nel tentativo di rimediare a queste carenze, vennero ordinate due ulteriori varianti: la T23E3 con barre di torsione e la T23E4 con sospensioni elicoidali orizzontali. Quest'ultima versione venne cancellata prima del termine della progettazione, mentre il prototipo della prima venne completato: le barre di torsione dimostrarono una riduzione della pressione specifica del 20% rispetto al T23 standard.

## T21
Il carro armato leggero T21 Light Tank non fa parte della serie T20, ma è strettamente correlato ad essa e venne proposto come sostituto dei carri leggeri dei tipi M3 e M5 Stuart. Esso avrebbe dovuto essere basato sulla meccanica del T20, con una corazzatura di 30 mm ed un cannone da 76 mm, per un peso di 24 t. Il progetto venne approntato ma tenuto in sospeso, in quanto ritenuto troppo pesante per una classe di carri leggeri. Alla fine il T21 fu superato dal programma T24, che venne poi immesso in servizio come M24 Chaffee.

## M27
I T20E3 e T23E3, con i cannoni da 76 mm, le barre di torsione e la sagoma bassa, erano grosso modo paragonabili ai russi T-34, con cannone da 85 mm, e con le ultime versioni del Panzer IV tedesco. Poiché l'M4 cominciava a diventare obsoleto, nel luglio 1943 l'Ordnance Department richiese che i due modelli venissero accettati dall'US Army rispettivamente come M27 e M27B1. Tuttavia la richiesta venne respinta ed i due carri non vennero mai prodotti in serie.
La ragione del rifiuto risiedeva nel fatto che le forze di terra americane non riconoscevano la crescente obsolescenza del progetto M4. Lo Sherman si era comportato splendidamente in Nordafrica ed in Italia e non era quindi sentita la necessità di una sua sostituzione. I Tiger I ed i Panther tedeschi avevano già fatto la loro comparsa, ma in piccoli numeri e gli americani non si aspettavano un loro impiego massivo, quindi non interruppero la produzione dello Sherman in favore di nuovi carri dei quali non sentivano l'esigenza.
Inoltre gli M27 montavano un cannone da 76 mm, la cui introduzione sui carri armati era osteggiata dall'US Army, sia perché la dottrina vigente prevedeva che gli equipaggi dei carri dovessero serrare le distanze con i carri nemici per sfruttare i propri cannoni da 75 mm, sia perché sparava una munizione HE meno efficace dei quella da 75 mm. I cannoni da 76 mm e da 90 mm vennero invece rapidamente adottati per equipaggiare i cacciacarri. Tuttavia, i carri americani non erano sempre capaci di evitare il confronto diretto con i carri tedeschi e l'inferiorità del cannone da 75 mm M3 L/40 penalizzò l'US Army per quasi tutta la durata della guerra.

## Sviluppi successivi
Dopo la mancata accettazione degli M27, l'Ordnance Department continuò il miglioramento dei progetti di carri, stavolta armati con cannoni da 90 mm. Il risultato immediato di questa linea di sviluppo fu la serie T25', essenzialmente una versione leggermente ingrandita dei T23, ed il più grande e protetto T26. Quest'ultimo venne ulteriormente sviluppato nel modello T26E3, poi accettato come M26 Pershing ed immesso in servizio alla fine della guerra.